# Trädkult

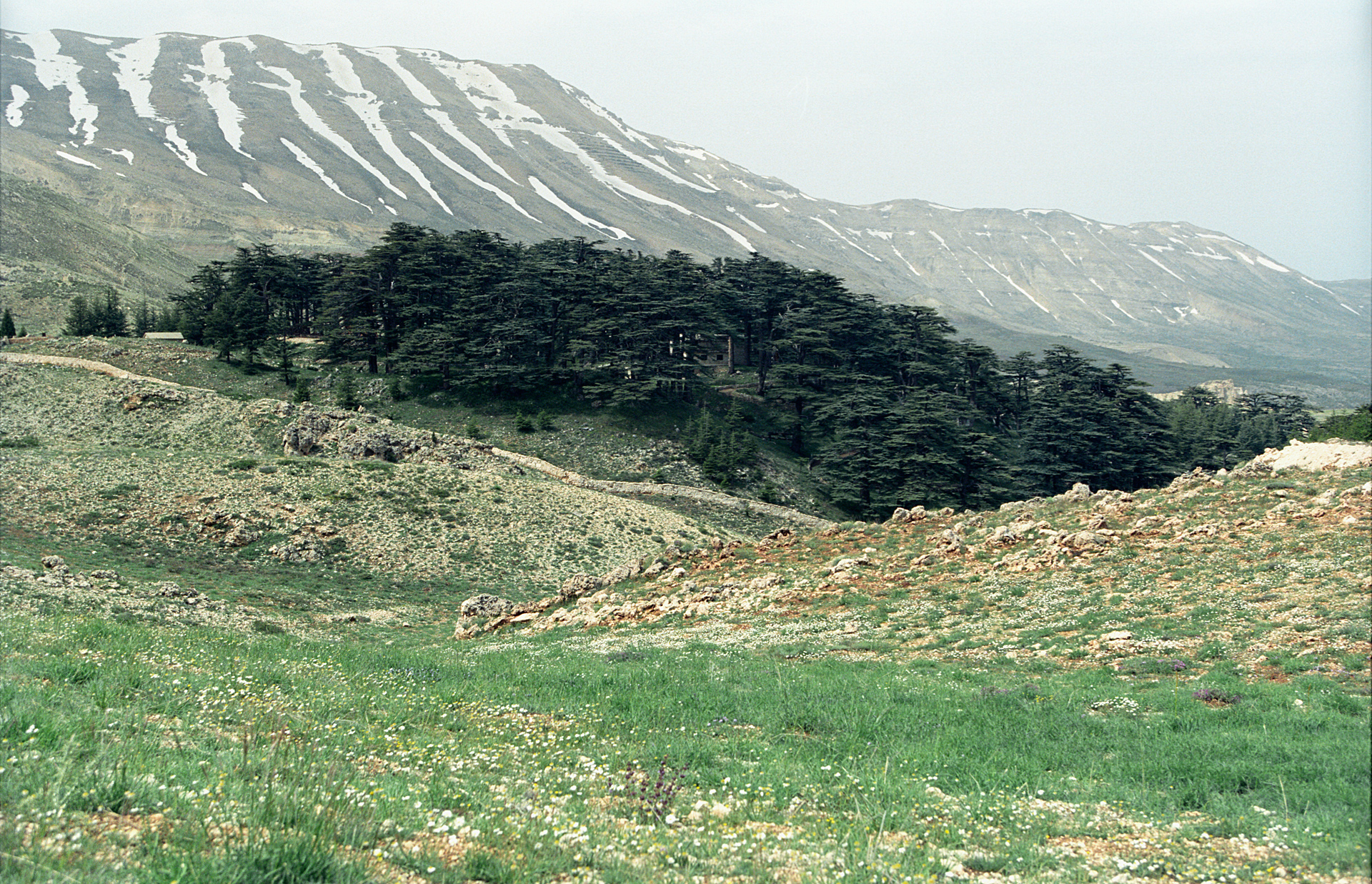
Helig lund, "Guds cederträd", Norra Libanon.

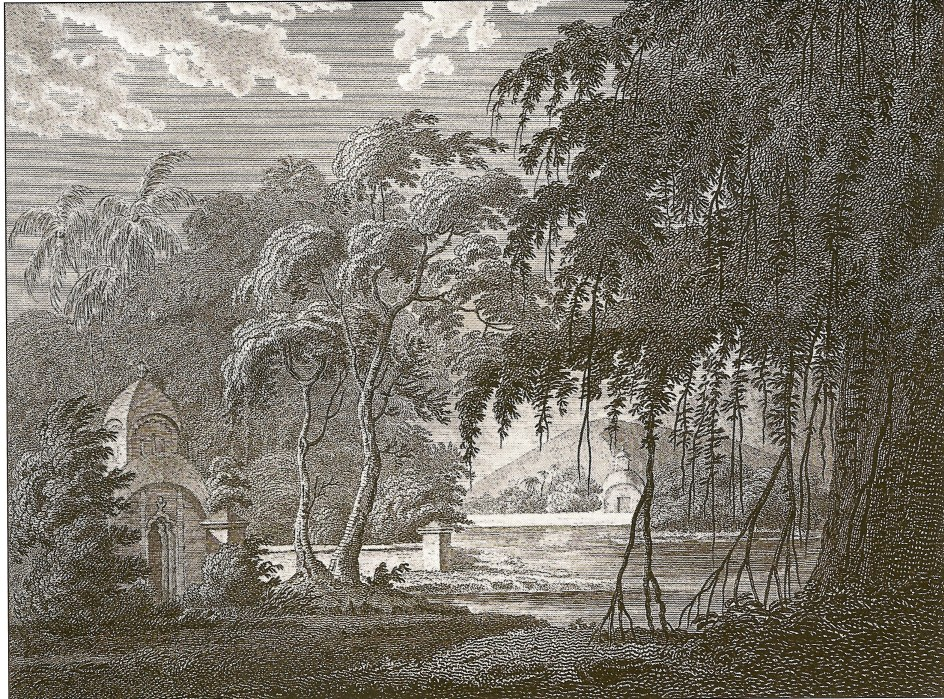
Helig lund nära Bombay 1782.

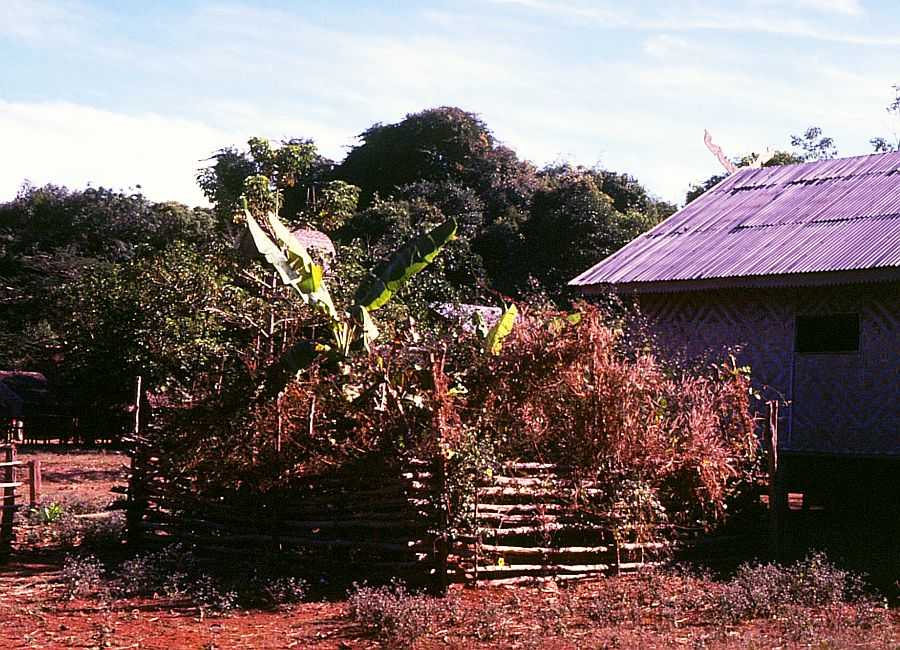
Helig lund för "the banana spirit", Kambodja.

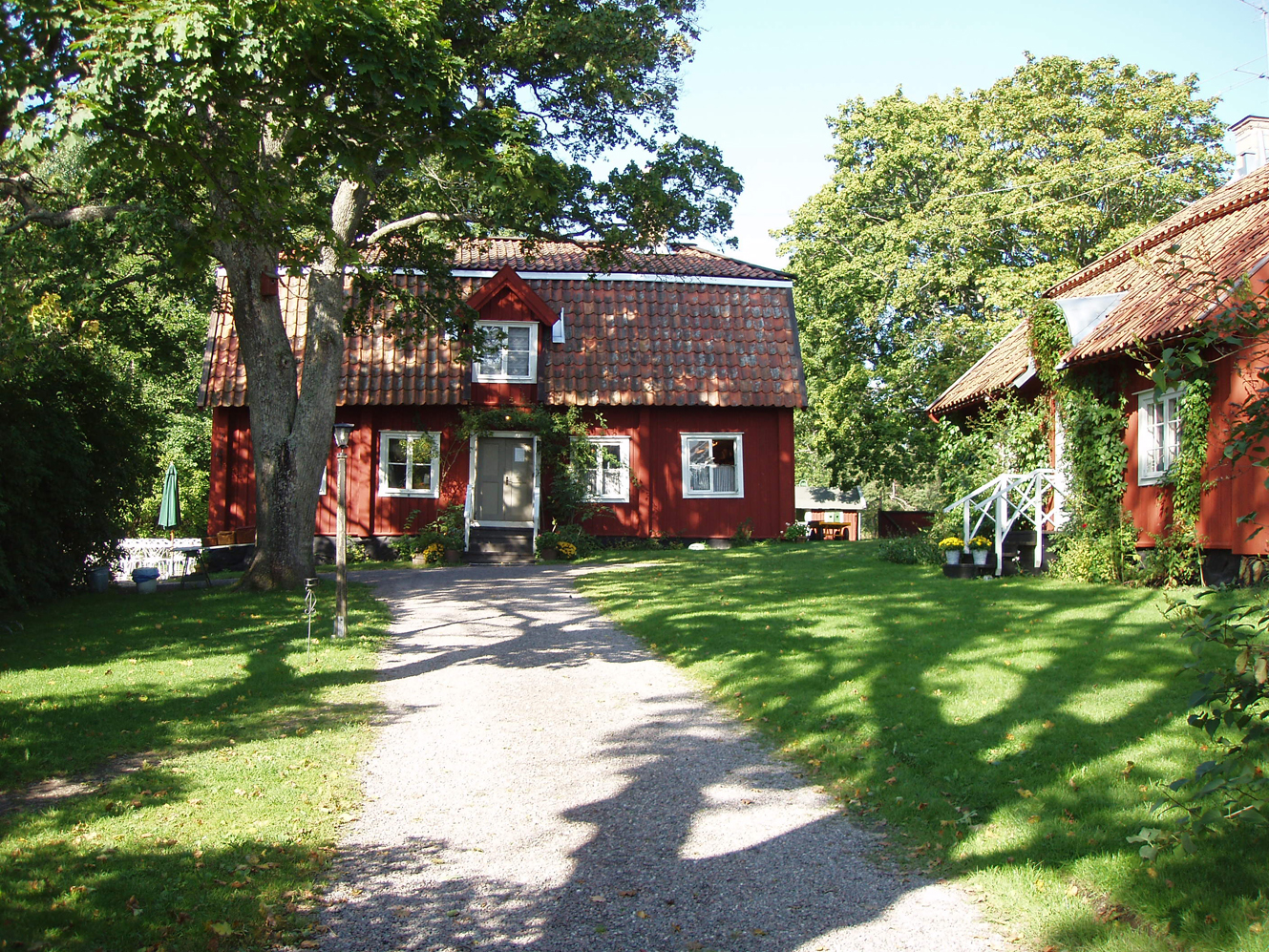
Vårdträd på Långängens gård 2008. Vårdträdet står i allmänhet på tunet om gården är kringbyggd.

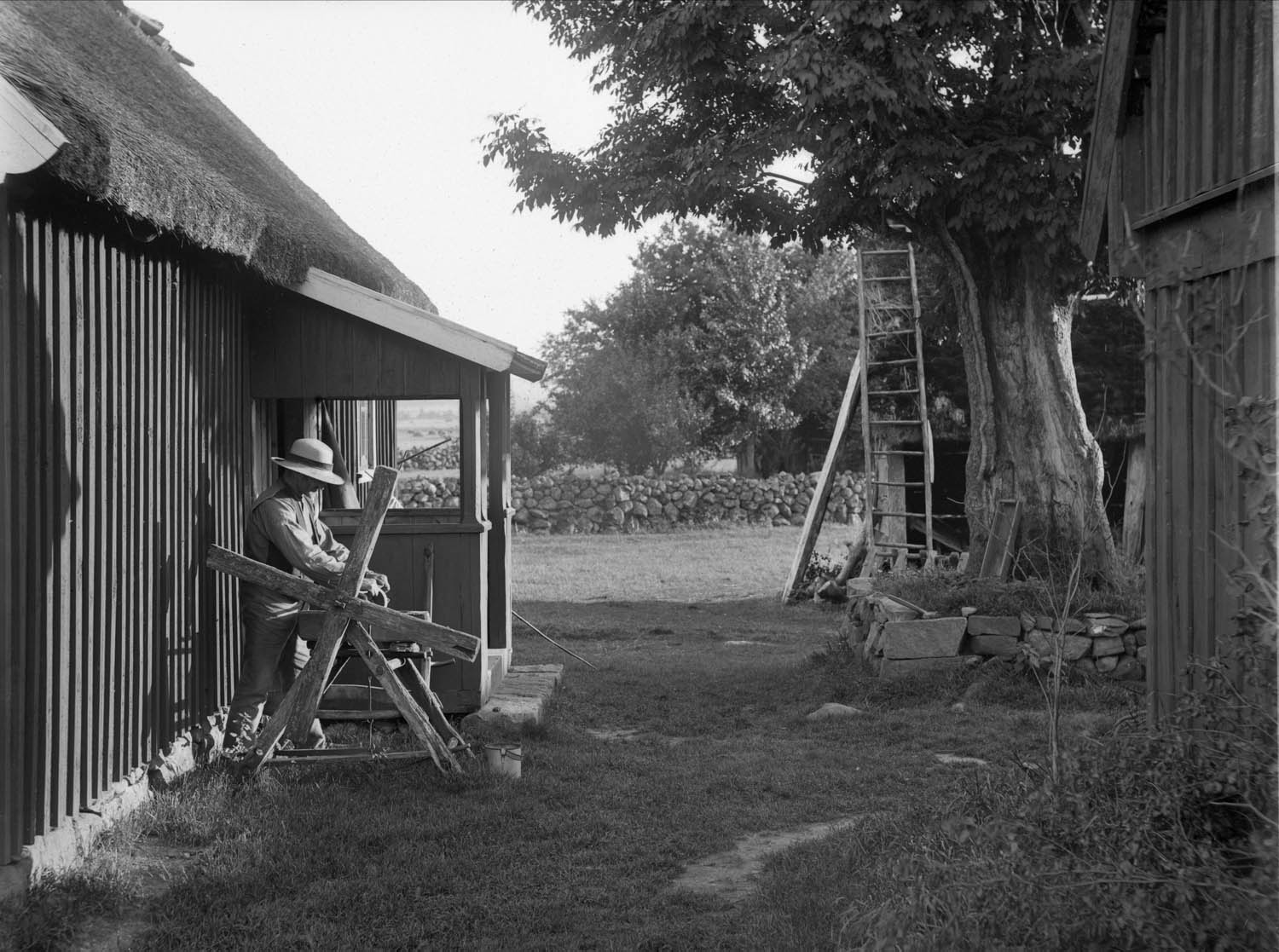
Stort träd på tunet i Björsgård i Asige, Halland omkring år 1900.

Trädkult (eng. tree worship, ty. baumkult) är kulter vid eller helighållande av träd. Trädkult är eller har varit vanligt i nästan alla kulturer. I allmänhet är kulten förknippad med enstaka, vanligen stora eller särpräglade växande träd eller med vad som kallats en helig lund (en dunge med lövträd). Även motsvarande seder kring trästänger och träd som fällts, såsom majstänger, feststänger eller björkdragning, brukar betecknas som trädkult.
Liksom för många andra kulter och seder är tolkningen svår. Träden betraktas vanligen som symbol för det heliga, som en hierofani, där det heliga framträder, som en boplats för ett väsen, som en plats helgad åt förfäder eller en gudom. I många fall utgör det helt enkelt en markering av en mötesplats för människor. 

## Äldre folktradition
Tacitus skriver år 98 e. Kr. i Germania att kultplatser primärt var heliga lundar och träd, vilket får viss bekräftelse av bevarade kristna missionsberättelser – där träd och lundar uppfattats som de tecknen på hedendom, som skulle förstöras. Men ”heliga lundar” kunde användas på olika sätt och för olika ändamål, som exempelvis tingsplats. Även ortnamnsforskning och landskapslagar ger stöd för trädkult.
I Geismar högg den helige Bonifatius i början av 700-talet ned vad som uppfattades vara hessernas "heliga ek", kallad Donarseken. Saxarna använde namnet Irminsul för en pelare eller träd tolkad som Världspelaren. En sådan beskrivs ha funnits i närheten av Weser i Tyskland, och en förstördes av Karl den store år 772. 
Lundar eller enstaka träd har ibland betraktats som uppehållsplats för kvinnliga gudaväsen, som antikens dryader och hamadryader. Föreställningen att ett träd representerar en avlidens själ beskrivs i sagan om Askungen, liksom i motivet att två hopslingrade träd växer ur en grav där ett älskande par jordats. Seden att vid ett barns födelse plantera ett träd som en sorts vårdträd är relativt modern. 
Även i sagans värld uppträder myter om träd. I Askungen anses ett träd hysa en avlidens själ. Den gamla svenska folkloren berättar om utvalda träd som hälsobringande och offerplatser där sjukdomar kunde avlämnas eller kärleksrelationer befästas.

## Byträd och vårdträd
Traditionen av att plantera vårdträd är av oklar ålder, men har uppfattats som en garant för gårdens framtida välgång. Innan laga skiftet kan även byträd har förekommit.
I Finland har man när någon lämnat sin hemby planterat ett träd, kallat karsikko, till åminnelse. I Finland finns allmänt en mer rik sed kring trädkult än i Sverige.

## Världsträdet
I den fornnordiska litteraturens kosmogoni spelar "världsträdet" Yggdrasil en central roll – de första människorna, Ask och Embla, skapades ur träd (ask och alm). Lundar som kultplatser beskrivs från bland annat Gamla Uppsala och Lejre i Danmark.

## Bibeln
Av bland annat 5:e Moseboken 12:2 framgår att träd åtnjöt gudomlig dyrkan eller var kult- och orakelplatser. I både Gamla och Nya Testamentet är träd vanlig som symbol, den rättfärdige är ”ett grönskande träd” (Psaltaren 1:3), himmelriket är som ett träd som ”växer och breder ut sig” (Matteus 13:32).